# 第七天堂 (電視劇)
《第七天堂》（英語：7th Heaven）是一部美國電視劇，由布蘭達·漢普頓創作及製作。劇情以住在加州虛構的Glenoak鎮上的Camden一家人的生活為中心展開。WB電視網播放了該劇自1996年8月26日首播開始後前十季的內容。隨著WB電視台關閉並與UPN電視網合併成CW電視網，該劇的第十一季也是最後一季也在2006年9月25日轉至新的電視台播放。最後一集則在2007年5月13日播放。《第七天堂》是斯班林電視被關閉及變成CBS電視工作室名義上的一部份前最後製作的節目（最後一季由CBS Paramount Network Television製作）。

## 外部連結
- 官方网站
- 互联网电影数据库（IMDb）上《第七天堂》的资料（英文）